# Фазовый переход второго рода
Фазовые переходы второго рода — фазовые переходы, при которых вторые производные термодинамических потенциалов по давлению и температуре изменяются скачкообразно, тогда как их первые производные изменяются постепенно. Отсюда следует, в частности, что энергия и объём вещества при фазовом переходе второго рода не изменяются, но изменяются его теплоёмкость, сжимаемость, различные восприимчивости и т. д.

## Изменение симметрии
Фазовые переходы второго рода сопровождаются изменением симметрии вещества. Изменение симметрии может быть связано со смещением атомов определённого типа в кристаллической решётке, либо с изменением упорядоченности вещества.
В большинстве случаев, фаза, обладающая большей симметрией (то есть включающей в себя все симметрии другой фазы), соответствует более высоким температурам, но существуют и исключения. Например, при переходе через нижнюю точку Кюри в сегнетовой соли, фаза, соответствующая меньшей температуре, обладает ромбической симметрией, в то время как фаза, соответствующая большей температуре, обладает моноклинной симметрией.
Для количественной характеристики симметрии при фазовом переходе второго рода вводится параметр порядка, принимающий отличные от нуля значения в фазе с меньшей симметрией, и тождественно равный нулю в неупорядоченной фазе.

## Теоретическое описание фазовых переходов второго рода

### Теория среднего поля
Теория среднего поля — самый первый и простейший способ теоретического описания критических явлений. Для этого производится линеаризация многочастичного гамильтониана взаимодействия, то есть фактически, он заменяется на одночастичный гамильтониан с некоторым эффективным самосогласованным полем. Таким образом мы переходим от близкодействия к дальнодействию, то есть к взаимодействию с формально бесконечным радиусом. Также мы пренебрегаем корреляционными эффектами.
Применение теории среднего поля для описания фазовых переходов фактически эквивалентно применению теории Ландау, то есть разложению функционала свободной энергии по степеням параметра порядка около критической точки.
При описании фазовых переходов, эффективное поле обычно принимается пропорциональным параметру порядка. Как правило, множителем пропорциональности является средняя энергия взаимодействия частиц системы. Так, в магнетике рассматривается действие на отдельный электронный спин локального магнитного поля, создаваемое соседними спинами.
Критические показатели для магнетика в теории Ландау:
{\displaystyle \alpha =0}
{\displaystyle \beta =1/2}
{\displaystyle \gamma =1}
{\displaystyle \delta =3}
{\displaystyle \eta =0}
{\displaystyle \nu =1/2}
Для других систем — антиферромагнетика, бинарного сплава и системы жидкость-пар теория среднего поля даёт те же критические показатели.
Критические показатели, полученные в теории среднего поля, плохо согласуются с экспериментальными значениями. Но она предсказывает полную универсальность показателей, то есть их независимость от деталей теории.
Основным недостатком теории является то, что она неприменима в тех случаях, когда существенными становятся флуктуации параметра порядка, то есть непосредственно в окрестности точки фазового перехода: Теория Ландау справедлива до тех пор, пока флуктуации в объёме с линейными размерами порядка радиуса корреляции малы по сравнению с равновесным значением параметра порядка. В противном случае термодинамический подход неприменим. Для самих точек фазового перехода теория даёт завышенные показания, а предсказываемые ей критические показатели отличаются от экспериментальных значений. Кроме того, критические показатели, согласно теории среднего поля, не зависят от размерностей пространства и параметра порядка. Для систем с размерностями d=1, d=2 теория среднего поля вообще не применима.

### Гауссово приближение
В гауссовом приближении решается модель Гинзбурга-Ландау. Наивероятнейшая конфигурация ищется минимизацией блочного гамильтониана. Отклонения от наивероятнейшей конфигурации считаются независимыми и распределёнными по Гауссу.
Блочный гамильтониан Гинзбурга-Ландау — простейшая форма блочного гамильтониана:
| {\displaystyle {\frac {H[{\boldsymbol {\sigma }}]}{T}}=\int d^{d}\mathbf {x} [a_{0}+a_{2}{\boldsymbol {\sigma }}^{2}+a_{4}{\boldsymbol {\sigma }}^{4}+c({\mathcal {5}}{\boldsymbol {\sigma }})^{2}-\mathbf {h} {\boldsymbol {\sigma }}]} | ({\displaystyle (2.1.1)}) |

| {\displaystyle {\boldsymbol {\sigma }}(\mathbf {x} )=L^{-d/2}\sum _{k,k<\Lambda }\sigma _{k}e^{i\mathbf {k} \mathbf {x} }} | ({\displaystyle (2.1.2)}) |

В Фурье-представлении {\displaystyle (2.1.1)} имеет вид:
| {\displaystyle {\frac {H[{\boldsymbol {\sigma }}]}{T}}=a_{0}L^{d}+\sum _{k,k<\Lambda }{\boldsymbol {\sigma }}_{\mathbf {k} }{\boldsymbol {\sigma }}_{-\mathbf {k} }(a_{2}+c\mathbf {k} ^{2})+L^{-d}\sum _{k,k',k''<\Lambda }a_{4}({\boldsymbol {\sigma }}_{\mathbf {k} }{\boldsymbol {\sigma }}_{\mathbf {k} '})({\boldsymbol {\sigma }}_{\mathbf {k} ''}{\boldsymbol {\sigma }}_{\mathbf {-k-k'-k''} })-L^{d/2}{\boldsymbol {\sigma }}_{o}\mathbf {h} } | ({\displaystyle (2.1.3)}) |

Наивероятнейшая спиновая конфигурация {\displaystyle {\tilde {\boldsymbol {\sigma }}}}, минимизирующая {\displaystyle H[{\boldsymbol {\sigma }}]}, должна быть однородной, то есть градиентный член должен быть равен нулю. Таким образом,
| {\displaystyle {\tilde {\boldsymbol {\sigma }}}(\mathbf {x} )={\bar {\sigma }}} | ({\displaystyle (2.1.4)}) |

Все фурье-компоненты с {\displaystyle {\vec {k}}\neq 0} равны нулю:
| {\displaystyle {\tilde {\sigma _{k}}}=0,{\vec {k}}\neq 0} {\displaystyle {\tilde {\sigma _{0}}}=L^{d}/2{\bar {\sigma }},} | ({\displaystyle (2.1.5)}) |

Подставляя {\displaystyle (2.1.4)} в {\displaystyle (2.1.1)} , получаем:
| {\displaystyle {\frac {H[{\tilde {\sigma }}]}{T}}=L^{d}(a_{0}+a_{2}{\bar {\sigma }}^{2}+a_{4}{\bar {\sigma }}^{4}-\mathbf {h} {\bar {\sigma }})} | ({\displaystyle (2.1.6)}) |

Наивероятнейшее значение, {\displaystyle {\bar {\sigma }}}, найдём, минимизируя {\displaystyle (2.1.6)} :
| {\displaystyle 2{\bar {\sigma }}(a_{2}+a_{4}{\bar {\sigma }}^{2})-\mathbf {h} =0} | ({\displaystyle (2.1.7)}) |

| {\displaystyle {\bar {\sigma }}={\begin{cases}{\frac {\mathbf {h} }{2a_{2}}},&a_{2}>0\\m_{0}{\hat {h}}+{\frac {\mathbf {h} }{8m_{0}^{2}a_{4}}},&a_{2}<0\end{cases}}} | ({\displaystyle (2.1.8)}) |

{\displaystyle {\hat {h}}} — единичный вектор в направлении {\displaystyle \mathbf {h} }
{\displaystyle m_{0}=(-{\frac {a_{2}}{2a_{4}}})^{1/2}}
Если рассматривать только наивероятнейшее значение, то мы будем иметь дело с теорией среднего поля Ландау, поэтому нужно рассмотреть отклонения от наивероятнейшей конфигурации в гауссовом приближении. Случаи {\displaystyle T>T_{c}} и {\displaystyle T<T_{c}} рассмотрим отдельно.
- {\displaystyle T>T_{c}}

В этом случае {\displaystyle a_{2}>0} и для простоты положим {\displaystyle h=0}.
В представлении {\displaystyle (2.1.3)} оставим члены не выше второго порядка по {\displaystyle {\boldsymbol {\sigma }}^{2}}:
| {\displaystyle {\frac {H[{\boldsymbol {\sigma }}]}{T}}\approx a_{0}L^{d}+\sum _{k,k<\Lambda }\sum _{i=1}^{n}(a_{2}+c\mathbf {k} ^{2})\left\|\sigma _{\mathbf {i} k}\right\|^{2}} | ({\displaystyle (2.1.9)}) |

Мерой отклонения от наивероятнейшего значения служит {\displaystyle \lambda ^{2}} — квадрат полуширины Гауссова распределения {\displaystyle e^{-{\frac {(\sigma -{\tilde {\sigma }})^{2}}{2\lambda ^{2}}}}}. В данном случае:
{\displaystyle {\frac {1}{2}}\lambda ^{-2}=(a_{2}+c\mathbf {k} ^{2})}
- {\displaystyle T<T_{c}}

В этом случае {\displaystyle {\bar {\sigma }}} остаётся ненулевой величиной. Считаем {\displaystyle \mathbf {h} } конечным, но малым вектором. Разложим {\displaystyle {\frac {H[{\boldsymbol {\sigma }}]}{T}}} по степеням {\displaystyle \sigma -{\bar {\sigma }}} и оставим члены до второго порядка включительно. Используем формулы {\displaystyle (2.1.3)} и {\displaystyle (2.1.7)} :
| {\displaystyle {\frac {H[{\boldsymbol {\sigma }}]}{T}}\approx {\frac {H[{\boldsymbol {\tilde {\sigma }}}]}{T}}+\sum _{k,k<\Lambda }[(4a_{4}m^{2}+{\frac {h}{2m}}+c\mathbf {k} ^{2})\left\|\sigma _{\mathbf {1} k}\right\|^{2}+({\frac {h}{2m}}+c\mathbf {k} ^{2})\sum _{i=2}^{n}\left\|\sigma _{\mathbf {i} k}\right\|^{2}]} | ({\displaystyle (2.1.10)}) |

{\displaystyle m={\tilde {\sigma }}} — намагниченность.
В данном случае,
{\displaystyle {\frac {1}{2}}\lambda ^{-2}=(4a_{4}m^{2}+{\frac {h}{2m}}+c\mathbf {k} ^{2})}
и
{\displaystyle {\frac {1}{2}}\lambda ^{-2}=({\frac {h}{2m}}+c\mathbf {k} ^{2})}
Гауссово приближение описывает многие важные свойства критических явлений.
Предсказываемые ей критические индексы -
{\displaystyle \alpha =2-d/2},
{\displaystyle \beta =1/2},
{\displaystyle \gamma =1},
{\displaystyle \delta =3},
{\displaystyle \eta =0},
{\displaystyle \nu =1/2}.
Все показатели, полученные в гауссовом приближении совпадают с таковыми из теории среднего поля. Но теперь теплоемкость не только имеет разрыв при {\displaystyle T=T_{c}}, но и расходится при {\displaystyle d<4}. Причиной этой расходимости служат флуктуации мод с малыми {\displaystyle k}. В теории Ландау мы пренебрегаем модами с {\displaystyle k\neq 0}.
Мы учитываем флуктуации лишь до второго порядка, считая, что они малы. Но вблизи критической точки флуктуации сильно возрастают, поэтому гауссово приближение становится неприменимым.

### Метод Хартри-Фока
См. также Метод самосогласованного поля

### Флуктуационная теория
В 1947 г. В. К. Семенченко сформулировал идею о термодинамической общности критических явлений и фазовых переходов второго рода и их флуктуационной природе. Ныне эта трактовка рассматривается как очевидная, но в конце 1940-х и в 1950-е гг. она встретила явное или скрытое сопротивление в научной среде. Только после работ, выполненных в следующие два десятилетия, флуктуационная природа обобщённых критических явлений получила полное признание.
Флуктуационная теория фазовых переходов второго рода работает вне области применимости теории Ландау и находит критические показатели и общие закономерности фазовых переходов второго рода. В этой теории аномальное поведение физических величин вблизи точки фазового перехода связывается с сильным взаимодействием флуктуаций параметра порядка, радиус корреляции которых неограниченно растёт и обращается в бесконечность в самой точке фазового перехода. Вследствие этого, система не может быть разделена на статистически независимые подсистемы, и флуктуации на всех масштабах оказываются негауссовыми.
Описание производится методами квантовополевой теории возмущений. Для учёта влияния флуктуаций мы возвращаемся от среднего значения параметра порядка {\displaystyle \varphi _{0}} к случайному полю {\displaystyle {\hat {\varphi }}(x)} с простым функционалом Ландау в качестве гамильтониана. Усреднение тогда должно производиться по всем конфигурациям случайного поля {\displaystyle {\hat {\varphi }}(x)} в окрестности его равновесного среднего, плотность вероятности в пространстве конфигураций определяется весовым множителем (функция распределения параметра порядка {\displaystyle \varphi }):
| {\displaystyle \rho (\varphi )=e^{-S(\varphi )}} | ({\displaystyle (2.4.1)}) |

| {\displaystyle S={\frac {1}{2}}\int d{\vec {x}}[\tau _{0}\varphi ^{2}({\vec {x}})+({\mathcal {5}}\varphi ({\vec {x}}))^{2}]+{\frac {1}{4}}g_{0}\int d{\vec {x}}\varphi ^{4}({\vec {x}})} | ({\displaystyle (2.4.2)}) |

Нахождение средних значений с помощью функции распределения {\displaystyle (2.4.1)} требует вычисления функционального интеграла. При учёте первых двух слагаемых (Гауссово приближение) мы можем проделать это для фурье-образа {\displaystyle G(k)} парного коррелятора {\displaystyle G({\vec {x}})=\left\langle \varphi ({\vec {x}}_{1})\varphi ({\vec {x}}_{2})\right\rangle ,{\vec {x}}={\vec {x}}_{1}-{\vec {x}}_{2}}:
{\displaystyle G(k)={\frac {1}{k^{2}+\tau _{0}}}}
При {\displaystyle k=0} эта величина имеет смысл восприимчивости {\displaystyle \chi }, при {\displaystyle \tau _{0}\rightarrow 0} она возрастает по закону:
{\displaystyle \chi ={\frac {1}{\tau _{0}}}}
В трёхмерном случае
{\displaystyle G(x)={\frac {e^{-x/r_{c}}}{4\pi x}}}
{\displaystyle r_{c}={\frac {1}{\sqrt {\tau _{0}}}}} — радиус корреляции неограниченно растёт при приближении к {\displaystyle T_{c}}
В гауссовом приближении фурье-компоненты поля {\displaystyle \varphi } статистически независимы, а для корреляторов старших порядков справедлива теорема Вика. Нелинейное слагаемое {\displaystyle \varphi ^{4}} в {\displaystyle (2.4.2)} можно учесть только в виде теории возмущений, что приводит к Фейнмановской диаграммной технике с четверным взаимодействием.

## Примеры фазовых переходов второго рода
- переход парамагнетик-ферромагнетик или парамагнетик-антиферромагнетик (параметр порядка — намагниченность),
- переход металлов и сплавов в состояние сверхпроводимости (параметр порядка — плотность сверхпроводящего конденсата),
- переход жидкого гелия в сверхтекучее состояние (п.п. — плотность сверхтекучей компоненты).